# Тенг, Ли
Ли Тенг (кит. 鄧昌黎, англ. Lee Chang-Li Teng, 1926—2022) — американский физик китайского происхождения, специалист в области физики ускорителей, автор и соавтор около 300 публикаций.

## Биография
Родился в 1926 году в Пекине, хотя семья проживала в Фучжоу. Закончил Католический университет Фужэнь в 1946 году, после чего в 1947 отправился в США, в Чикагский университет, где занимался расчётами выпуска из 450 МэВ протонного синхроциклотрона, но диссертацию защитил в 1951 году по теории физики частиц, о поляризации векторных мезонов в протон-протонных столкновениях.
После защиты начал работать в Миннесотском университете, а вскоре получил приглашение перейти в Аргоннскую национальную лабораторию, однако из-за того, что Тенг не имел американского гражданства, процесс затянулся до 1955 года. Участвовал в разработке проектов ускорителей высоких энергий группы MURA (Midwestern Universities Research Association), большинство из которых был отвергнуто комиссией по атомной энергии США, однако в 1956 году проект 12.5 ГэВ протонного синхротрона Zero Gradient Synchrotron (ZGS) был одобрен для строительства в Аргоннской лаборатории, а в 1961 году Тенг занял место директора ускорительного департамента лаборатории. Ускоритель был успешно запущен в 1964 году, превзойдя по энергии советский Синхрофазотрон ОИЯИ в Дубне.
В 1963 году физиками Беркли начинается проектирование 200 ГэВ синхротрона для будущей лаборатории Фермилаб. Тенг возглавляет проектирование бустерного кольца. В 1967 году он принимает предложение главы вновь созданной национальной оаборатории Роберта Уилсона перейти в Фермилаб. В 1970-х годах принимал участие в разработке сверхпроводящего коллайдера, позже получившего название Тэватрон. В этот же период предложил метод преодоления критической энергии в протонных синхротронах с помощью скачка фазы ускоряющей ВЧ-системы.
В 1983 году правительство Тайваня одобрило проект строительства источника синхротронного излучения Taiwan Light Source (TLS), 1.5 ГэВ электронного синхротрона. Ли Тенг первые два года возглавлял вновь созданный центр SRRC (Synchrotron Radiation Research Center), работая на два континента.
С 1987 года активно участвовал в разработке протонного синхротрона на энергию до 250 МэВ для первого в мире специализированного центра протонной терапии LLUMC в Лома-Линде.
В 1989 году принял предложение вернуться в Аргоннскую лабораторию и возглавить группу ускорительной физики для создания 7 ГэВ источника синхротронного излучения Advanced Photon Source (APS).

## Награды
- Действительный член Американского физического общества (1957)
- Действительный член академии Синика, Тайвань (1966)[3]
- Премия Роберта Уилсона (2007)

## Публикации
- Lee C. Teng. Linear Theory of Betatron Oscillations in Sectorial Cyclotrons // Rev. Sci. Instrum.. — 1956. — Т. 27. — С. 1051–1058. — doi:10.1063/1.1715452.
- L.C. Teng. Infinite transition energy synchrotron lattice using pi straight sections // Particle Accelerators. — 1972. — Т. 4. — С. 81-85.
- D.A. Edwards, L.C. Teng. Parametrization of Linear Coupled Motion in Periodic Systems (англ.) // IEEE Trans.Nucl.Sci. — 1973. — Т. 20, вып. 3. — С. 885-888. — doi:10.1109/TNS.1973.4327279.
- F. Cole, P.V. Livdahl, F. Mills, L. Teng. Design and Application of a Proton Therapy Accelerator // Proc. PAC'1987. — 1987. — С. 1985-1987.
- S.Y. Lee, L. Teng. Theoretical minimum emittance lattice for an electron storage ring // Proc. PAC'1991. — 1991. — С. 2679-2681.